# Rostra
Rostra – mównica wzniesiona na Forum Romanum. Przeniesiona w nieco inne miejsce przez Juliusza Cezara podczas przebudowy Forum. Budowla została wzniesiona na planie prostokąta o wymiarach 29,0 × 30,0 m. Wysokość podstawy wynosiła 5,0 m. Wejście znajdowało się po stronie zachodniej. Część wschodnia ozdobiona była początkowo dziobami okrętów zdobytych w 338 p.n.e. w Antium w trakcie wojny latyńskiej. Później dodano dzioby zdobyte w trakcie bitwy pomiędzy Oktawianem Augustem, a Markiem Antoniuszem pod Akcjum. Dwie części podstaw łączyła platforma. Z budowli zachowały się tylko fragmenty podstawy, choć znane są jej rekonstrukcje.